# Народный фронт Таджикистана
Народный фронт Таджикистана — военно-политическое движение,  основанное 19 июня 1992 года. Один из основных участников гражданской войны в Таджикистана в 1992-1997 годах, воевавший на стороне правительства против Объединённой таджикской оппозиции.
Формальными основателями движения считались известный неокоммунистический политик и тогдашний председатель Верховного Совета Республики Таджикистан Сафарали Кенджаев и влиятельный уголовный авторитет и один из прокоммунистических (или левых) полевых командиров Сангак Сафаров. После войны полковник Владимир Квачков, участник событий и командир 15-й отдельной бригады специального назначения (подчинявшийся тогда Вооружённым силам Узбекистана) неоднократно признавался, что организация была сформированна бывшими советскими спецслужбами, которые и привлекали местных уголовных авторитетов.
Возникшее в июне 1992 года движение, быстро набрало популярность среди представителей силовых структур Таджикистана, и к осени 1992 года объединял в своих рядах примкнувших к Народному фронту милиционеров, сотрудников КГБ, спецназовцев и военных. Впоследствии к концу 1992 году к Народному фронту примкнуло большинство сторонников бывшего президента Рахмона Набиева.
27 июня 1997 года, после окончания гражданской войны, движение Народный фронт Таджикистана было распущено.